# Magyarbőd
Magyarbőd (1899-ig Bőd, szlovákul: Bidovce) község Szlovákiában, a Kassai kerület Kassa-környéki járásában.

## Fekvése
Kassától 14 km-re keletre, az Ósva-patak bal oldalán fekszik.

## Története
A honfoglalás után magyar törzsfői szállásterület lehetett. 1273-ban „Beud” néven említik először. Neve az ősi magyar bő (= törzsfő) főnévből származik. 1273-ban Ósvacsákánnyal és Szinye egy részével együtt az Aba nemzetség tarjáni ágából származó György fia Etre birtoka. 1293-ban egy feljegyzés szerint Szinye részével együtt a szinyei Pető család birtoka volt. 1397-ben Zsigmond király híveinek, Perényi Jánosnak és Miklósnak adta. 1427-ben 30 portát számláltak a faluban, ami mintegy 150 lakost jelenthetett. 1553-ban hét porta volt a településen Bői Mihály tulajdonában. 1553-ban 24 jobbágy és 6 zsellérportája létezett. 1598-ban Homonna György birtoka 22 házzal. 1715-ben 8 gazdaház és 6 zsellérház állt itt.
A 18. század végén Vályi András így ír róla: „BŐD. Bidovcze. Jó magyar falu Abaúj Vármegyében, földes Ura Szerentsy Uraság, tsak nem egész Abaúj Vármegyében, leg jobb falu, akár népességét, akár sok, és termékeny szántó földgyeit tekintsed, meszéről látván, inkább Városnak, mint sem falunak gondolnád, régi magyar lakosai mivelik, kiket a’ múltt századokban nyomorúságai helyekböl ki nem kergethették, mivel tsak nem minden javai vagynak, Kassának szomszédságában lévén, vagyonnyait pénzé fordíthattya, első Osztálybéli.”
1851-ben 501 magyar lakosának többsége kálvinista vallású volt. Fényes Elek 1851-ben kiadott geográfiai szótárában így ír a faluról: „Bööd, Bidowce, magyar falu, Abauj vgyében, 70 kath., 25 evang., 400 ref., 6 zsidó lak. Ref. anyatemplom. – Fekszik Kassához keletre 2 mfdnyire. F. u. gr. Szirmay Tamás.” 1896-ban a falu leégett.
Borovszky Samu monográfiasorozatának Abaúj-Torna vármegyét tárgyaló része szerint: „Az Osva-patakon átkelve, Bőd kisközségbe érünk. Van 111 háza, 641 magyar és tót lakosa, postája. Táviró-állomása Kassa.”
A trianoni diktátumig Abaúj-Torna vármegye Füzéri járásához tartozott.

## Népessége
| Év:            | 1994. | 2004.   | 2014.    | 2024.    |
| -------------- | ----- | ------- | -------- | -------- |
| Emberek száma: | 1080  | 1168    | 1444     | 1702     |
| Eltérés:       |       | +8,14 % | +23,63 % | +17,86 % |

| Év:            | 2023. | 2024.   |
| -------------- | ----- | ------- |
| Emberek száma: | 1689  | 1702    |
| Eltérés:       |       | +0,76 % |

1880-ban 689 lakosából 77 szlovák és 556 magyar anyanyelvű volt.
1890-ben 641-en lakták, ebből 62 szlovák és 570 magyar anyanyelvű.
1900-ban 626 lakosából 52 szlovák és 573 magyar anyanyelvű.
1910-ben 672-en lakták: 24 szlovák és 571 magyar anyanyelvű.
1921-ben 670 lakosából 489 csehszlovák és 156 magyar volt.
1930-ban 747 lakosából 489 csehszlovák és 239 magyar.
1991-ben 1073-an lakták, ebből 1005 szlovák és 59 magyar.
2001-ben 1150 lakosából 1088 szlovák és 43 magyar volt.
2011-ben 1371 lakosából 984 szlovák, 299 cigány és 26 magyar.

## Kultúra
Mára Magyarbődön már csak 43 magyar maradt (2001-es népszámlálás), népdalainak és a jellegzetes magyarbődi táncnak köszönhetően azonban a falu neve ismerten cseng a magyar népdal és néptánc kedvelők fülében az egész Kárpát-medencében. A magyarbődi tánc a csárdás egyik válfaja. Lépései kemények, sokkal határozottabbak, mint a sztereotip csárdás tánc esetében.